# Gestiès
Gestiès (okzitanisch: Gestièrs) ist eine französische Gemeinde mit 36 Einwohnern (Stand: 1. Januar 2022) im Département Ariège in der Region Okzitanien (vor 2016: Midi-Pyrénées). Die Gemeinde gehört zum Arrondissement Foix und zum Kanton Sabarthès. Die Bewohner nennen sich Gestiérois.

## Geografie
Gestiès liegt etwa 21 Kilometer südlich von Foix im Regionalen Naturpark Pyrénées Ariégeoises an der Grenze zu Andorra. Umgeben wird Gestiès von den Nachbargemeinden Miglos im Norden und Nordosten, Aston im Osten, Ordino (Andorra) im Süden sowie Siguer im Westen.

## Bevölkerungsentwicklung
| Jahr                       | 1962 | 1968 | 1975 | 1982 | 1990 | 1999 | 2006 | 2013 | 2019 |
| Einwohner                  | 47   | 42   | 41   | 34   | 21   | 10   | 9    | 21   | 32   |
| Quellen: Cassini und INSEE |      |      |      |      |      |      |      |      |      |

## Sehenswürdigkeiten
- Kirche Saint-Nicolas aus dem 16. Jahrhundert
- romanische Kapelle Saint-Nicolas aus dem 11. Jahrhundert

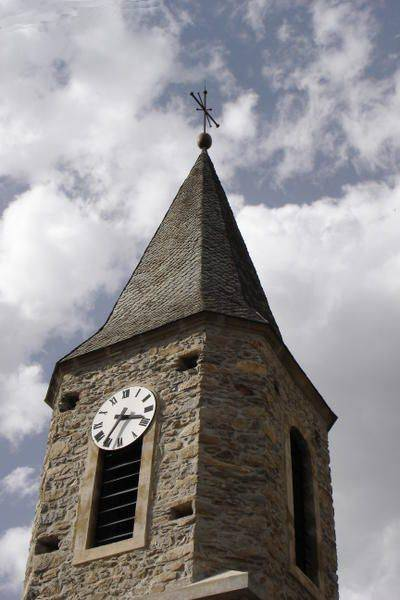
Turm der Kirche Saint-Nicolas
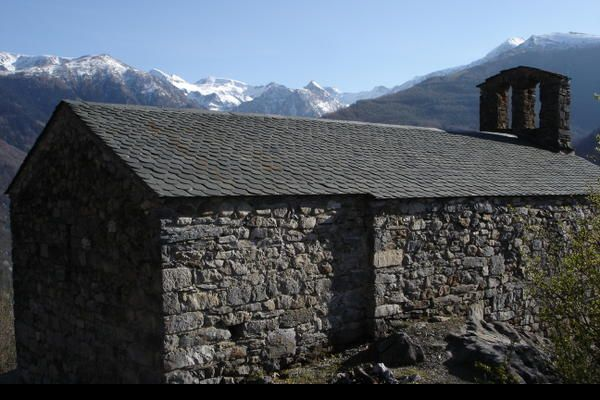
Kapelle Saint-Nicolas